# Opa Webb
Opa Webb is een hoorspel van Brian Hayles. Anne Ivitch vertaalde het en de VARA zond het uit op zaterdag 29 april 1967. De regisseur was Jan C. Hubert. De uitzending duurde 108 minuten.

## Rolbezetting
- Wam Heskes (Opa Webb, een ouwe sloper)
- Fé Sciarone (Edie, zijn dochter)
- Huib Orizand (meneer Nicholson, de patroon)
- Tonny Foletta (Tom Davis, de onderbaas)
- Hans Karsenbarg (Danny Hackett, een sloper)
- Jan Borkus (Fred, een sloper)
- Hans Veerman (Boyo, een sloper)

## Inhoud
Opa Webb houdt ermee op, of zoals zijn collega Boyo het uitdrukt: “Hij nokt ermee”. Met slopen! Opa Webb is namelijk de beste schoorsteensloper van de wereld. Ze zullen hem missen, zijn collega’s, maar ja, opa heeft het spelletje nou lang genoeg gespeeld. Hij heeft de grens bereikt tussen hard, gevaarlijk werk en rustig, welverdiend pensioen. Hij kan terugzien op een mooie staat van dienst. Opa zelf heeft nog lang geen zin in rentenieren! Uit vrije wil gaat ie niet! Maar de voorschriften en reglementen zijn onverbiddelijk. De leeftijdsgrens is vastgesteld en bereikt. “Die idiote voorschriften en reglementen,” zegt Opa Webb, “die smijten me er uit”. De patroon heeft een mooie afscheidsspeech voor opa en het dankwoordje van opa laat aan duidelijkheid niets te wensen over. Er is er maar één die blij is dat opa er een punt achter zet: zijn dochter Edie. Wat gaat er verder met Edie en vooral met Opa Webb gebeuren? Een allerlaatst en aller-gevaarlijkst karwei blijkt nog te moeten worden opgeknapt…